# How Not to Summon a Demon Lord
«Як НЕ прикликати Володаря Демонів», також відоме як Король темряви іншого світу: Магія рабства (яп. 異世界魔王と召喚少女の奴隷魔術, Isekai Maō to Shōkan Shōjo no Dorei Majutsu, «The Other World Demon Lord and the Summoning Girl's Slave Magic») — серія ранобе, написана Юкією Мурасакі та проілюстрована Такахіро Цурусакі. Ранобе видається англійською мовою компанією J-Novel Club. Адаптація у вигляді манґи, створена Наото Фукудою, публікується з 2015 року й ліцензована компанією Seven Seas Entertainment. Аніме-адаптація від студії Ajia-do Animation Works транслювалася з 5 липня до 20 вересня 2018 року. Другий сезон створений студіями Tezuka Productions та Okuruto Noboru, виходив із 9 квітня по 11 червня 2021 року.

## Сюжет
Такума Сакамото — гравець-хікікоморі, який загадково опиняється у віртуальному світі свого улюбленого MMORPG Cross Reverie в образі свого ігрового персонажа — Володаря Демонів Діабло. Дві молоді дівчини, які викликали його — пантерянка Рем і ельфійка Шера — намагаються використати заклинання, щоб зробити Такуму своїм слугою. Але завдяки його магічному кільцю з умінням «Відбиття магії» заклинання відбивається, і обидві дівчини опиняються з магічними нашийниками на шиї, стаючи його слугами. Через сильну соціальну тривожність Такума вирішує поводитися так, як його персонаж у грі, спілкуючись з іншими. Використовуючи свої високі характеристики та глибокі знання лору Cross Reverie, він намагається вижити в новому середовищі. Разом із Рем і Шерою він подорожує у пошуках способу зняти їхні нашийники, допомагаючи їм також розібратися з особистими проблемами, які привели їх до рішення викликати його.

## Персонажі
Такума Сакамо́то (яп. 坂本 拓真, Sakamoto Takuma) / Діабло (яп. ディアヴロ, Diavuro)
Такума був гравцем у Cross Reverie, який керував персонажем @Diablo-13, відомим як справжній Володар Демонів. Він завжди перемагав інших гравців, використовуючи краще спорядження та приголомшливі навички, при цьому стримуючи свою силу, щоб не бути надто сильним. Одного дня він був викликаний в інший світ у тілі свого персонажа, Діабло, і зустрів двох дівчат — пантерянку та ельфійку, які заявили, що вони викликали його і він має стати слугою однієї з них. Однак через властивість його кільця магія відбилася назад, зробивши їх його слугами.
Шера Л. Ґрінвуд (яп. シェラ・L・グリーンウッド, Shera Eru Gurīn'uddo)
Ельфійка, одна з двох заклиначок які викликали Діабло. Вона досить легковажна, що часто додає проблем які Діабло змушений вирішувати. Згодом з'ясовується, що Шера є принцесою ельфійського королівства Ґрінвуд. Вона викликала його, щоб отримати силу для того щоб жити вільно.
Рем Ґаллеу (яп. レム・ガレウ, Rem Gareu)
Пантерянка, яка стала заклиначкою маючи вибір лише стати шукачкою пригод і демонструвати свою силу. Її мета — знищити Короля Демонів Кребскульма, який прив’язаний до її душі. Рем часто доводиться стримувати Шеру щоб уникнути проблем.
Алісія Крістелла (яп. アリシア・クリステラ, Arishia Kurisutera)
Імперська лицарка, яка народилася в родині герцогського дому. Вона є шанувальницею володарів демонів чий розум був серйозно спотворений після того, як вона побачила людську розбещеність. Згодом вона зраджує групу Діабло намагаючись знищити людство через відродження істинної форми Клем, але зазнає невдачі. Пізніше вона виправляється та допомагає Едельґард.
Сільвія (яп. シルヴィ, Shiruvi)
Гільдмайстер Гільдії шукачів пригод у місті Фалтра.
Едельґард (яп. エデルガルト, Erudorugaruto)
Одна з Падших (демонічна істота). Вона показана верхи на створінні схожому на дракона, але під час бою спускається з нього та майстерно б'ється з глефою, оскільки її демоном-звірем оволодів страх. Вона командувала армією, яка атакувала місто Фалтра та була начальницею Ґреґора. Проте Едельґард разом із іншими демонами була переможена завдяки верховній магії Діабло. Згодом вона переселяється до Фалтри, щоб служити Клем.
Селестін Бодлер (яп. セレスティーヌ・ボードレール, Seresutīnu Bōdorēru)
Голова Асоціації магів у місті Фалтра. Вона відповідає за магічний бар'єр навколо міста. До виклику Діабло вона була єдиною, хто знав таємницю Рем і продовжує уважно спостерігати за нею.
Клем (яп. クルム, Kurumu)
Правителька Падших (демонічних істот), яка страждає на амнезію. Вона обожнює печиво. Після нападу на Рем вона перетворюється у свою справжню форму, але повертається до попереднього стану після відродження Рем.
Мей (яп. メイ, Mei)
Кішкодівчина-служниця та менеджерка готелю Peace of the Mind, де проживають головні герої.
Еміль Бішельберґер (яп. エミール・ビュシェルベルジェール, Emīru Byusheruberujēru)
Еміль — воїн, який відповідає за оцінювання рівня воїнів у Гільдії шукачів пригод у Фалтрі. Він самопроголошений «захисник усіх жінок».
Кіра Л. Ґрінвуд (яп. キイラ・L・グリーンウッド, Kiira L Gurīn'uddo)
Збочений брат Шери Л. Ґрінвуд. Він прагне зробити Шеру своєю дружиною щоб народити дитину з чистою кров’ю.
Честер Рей Ґалфорд (яп. チェスター・レイ・ガルフォード, Chesutā Rei Garufōdo)
Губернатор міста Фалтра і ветеран війни між Падшими та людьми яка відбулася за 30 років до подій історії.
Медіос (яп. メディオス, Mediosu)
Работорговиця, яка є знайомою Селестін Бодлер, адже вони мали одного магічного наставника.
Садлер (яп. サドラー, Sadorā)
Паладин із комплексом бога та садистськими нахилами, особливо щодо напівлюдей
Лумакіна Везелія (яп. ルマキーナ・ウエスエリア, Rumakīna Uesueria)
Верховна жриця, яка втекла з церкви після наказу про її страту. Її рятує Діабло і з того часу вона бачить у ньому бога, попри його спроби це заперечити. Згодом Діабло та його група супроводжують її до міста Цирконова Вежа.
Роза (яп. ロゼ, Roze)
Магічна автоматон-служниця, яка спочатку була прототипом NPC з ШІ створеним Такумою. Він призначив її охороняти підземелля, яке сам збудував. У свої хікікоморські дні Такума часто ділився з нею своїми почуттями, а завдяки функціям ШІ вона могла відповідати на них відповідним чином. Вона матеріалізується в реальному світі Cross Reverie разом із підземеллям, а згодом возз'єднується з Діабло, стаючи його найвідданішою слугою.
Грон (яп. ホルン, Horun)
Напівлюдина Ґрасвокер, яка стала тимчасовою учасницею групи Діабло, але взяла перерву, щоб вивчати магію.
Фаніс Ламінітус (яп. ファニス・ラムニテス, Fanisu Ramunitesu)
Губернаторка міста Цирконова Вежа. Вона є магічною стрільчинею і згодом намагається спокусити Діабло.
Ґевальт (яп. ゲイバルト, Geibaruto)
Паладин і заклинач, якого відправили вистежити Лумакіну. Згодом він був вилікуваний нею в акті милосердя і допомагає їй у королівській столиці.
Трія (яп. トリア, Toria)
Паладинка, яка допомогла Лумакіні втекти. Здавалося, що вона була вбита одним із закликань Ґевальта, але насправді її ув’язнила церква. Згодом Ґевальт звільняє її на прохання Лумакіни.
Батутта (яп. バドゥタ, Badouta)
Ветеран-паладин, відомий своєю побожністю, до якого Лумакіна звертається за допомогою в Цирконовій Вежі.
Варакнес (яп. バナクネス, Varakunesu)
Генерал одного з володарів демонів, який атакує Цирконову Вежу.
Вішос (яп. ビジョス, Bijosu)
Головний антагоніст другого сезону. Корумпований головний кардинал Церкви Лайферії, який намагався вбити Лумакіну через державний переворот.
Вавилон (яп. ババロン, Babaron)
Самопроголошена богиня, яка носить одяг, схожий на японську шкільну форму, та мешкає в чаші, знайденій у скарбниці Діабло. Вона допомагає Горн підвищити свою силу.

## Медіа

### Ранобе
Ранобе написані Юкією Мурасакі та ілюстровані Такахіро Цурусакі. Перше видання було опубліковане видавництвом Kodansha під імпринтом Ranobe Bunko у грудні 2014 року. J-Novel Club оголосив 28 вересня 2017 року, що вони ліцензували серіал для північноамериканського ринку.

### Манґа
Наото Фукуда розпочав манґа-адаптацію серії на сервісі Niconico від Kodansha Suiyōbi no Sirius у червні 2015 року. Seven Seas Entertainment оголосили про свою ліцензію на мангу 14 вересня 2017 року.

### Аніме
Адаптація у вигляді аніме-серіалу була анонсована в січні 2018 року. Серіал був режисований Ютою Мурано, а сценарій написаний Казуюкі Фудеясу, з анімацією від студії Ajia-do Animation Works. Дизайн персонажів для серії був створений Шізуе Канеко. Юкі Нісіока був головним анімаційним директором. Юкі Міямото створив дизайн монстрів і працював як директор з анімації дій. Фон було створено студією Кусанагі, а Нацурко Оцука була художником кольорових ескізів. Режисером фотографії для серіалу був Теппей Сато в Asahi Production Shiraishi Studio, а Сатоші Мотояма — звукозаписувач у Half HP Studio. Серіал транслювався з 5 липня по 20 вересня 2018 року і транслювався на AT-X, BS Fuji, Tokyo MX і Sun TV. Початкова тема серіалу «DeCIDE» була виконана підрозділом SUMMONERS 2+, групою що складається з актрис голосу Азумі Вакі, Ю Серізава, Юмі Хара, Румі Окубо та Емірі Като, а тема закінчення «Saiaku na Hi demo Anata ga Suki» (яп. 最悪な日でもあなたが好き。) виконала Серідзава та продюсувала HoneyWorks. Перший сезон складався з 12 серій.
Crunchyroll здійснив симультанний показ серії по всьому світу, окрім Азії, тоді як Funimation випустив SimulDub версію в Північній Америці. Після того, як Sony придбала Crunchyroll, англійський дубляж було перенесено на Crunchyroll. У Південній та Південно-Східній Азії ліцензію на серіал надав Medialink.
8 квітня 2020 року було анонсовано, що серія отримає другий сезон під назвою How Not to Summon a Demon Lord Ω, який буде спільно анімувати студії Tezuka Productions та Okuruto Noboru. Режисером став Сатоші Кувабара, а решта персоналу та акторів повернуться до своїх ролей. Другий сезон транслювався на TBS та BS-TBS з 9 квітня по 11 червня 2021 року. Початкова тема другого сезону «EVERYBODY! EVERYBODY!» і кінцева тема «YOU YOU YOU» були виконані Серідзавою у співпраці з DJ KOO & MOTSU. Другий сезон складався з 10 серій.

#### 1 сезон
| № серії (загалом) | № серії (в сезоні) | Назва серії                                                                  | Режисер(и)                  | Сценарист(и)    | режисер(и) анімації         | Оригінальна дата показу |
| ----------------- | ------------------ | ---------------------------------------------------------------------------- | --------------------------- | --------------- | --------------------------- | ----------------------- |
| 1                 | 1                  | «Акт Володаря Демонів» Транслітерація: «Maō Engi» (яп. 魔王演技)             | Хірокі Неґіші               | Казуюкі Фудеясу | Юта Мурано                  | 5 липня 2018            |
| 2                 | 2                  | «Найсильніший Новачок» Транслітерація: «Saikyō Shinjin» (яп. 最強新人)       | Хірокі Неґіші               | Казуюкі Фудеясу | Масая Фудзіморі             | 12 липня 2018           |
| 3                 | 3                  | «Напад Демонів» Транслітерація: «Mazoku Shūrai» (яп. 魔族襲来)               | Ватару Сакаібаші            | Казуюкі Фудеясу | Юта Мурано                  | 19 липня 2018           |
| 4                 | 4                  | «Танок Удару на Прицілі» Транслітерація: «Hakugeki Ranbu» (яп. 迫撃乱舞)     | Хірокі Неґіші               | Казуюкі Фудеясу | Масая Фудзіморі             | 26 липня 2018           |
| 5                 | 5                  | «Імперський Лицар» Транслітерація: «Kokka Kishi» (яп. 国家騎士)              | Тошіакі Канбара             | Казуюкі Фудеясу | Тору Такаші                 | 2 серпня 2018           |
| 6                 | 6                  | «Ринок Рабів» Транслітерація: «Dorei Ichiba» (яп. 奴隷市場)                  | Казуомі Коґа                | Казуюкі Фудеясу | Такеші Морі                 | 9 серпня 2018           |
| 7                 | 7                  | «Зміна Серця» Транслітерація: «Jinshin Henten» (яп. 人心変転)                | Йошіє Такаґі                | Казуюкі Фудеясу | Юта Мурано                  | 16 серпня 2018          |
| 8                 | 8                  | «Шлях Героя» Транслітерація: «Eiyū Bakushin» (яп. 英雄驀進)                  | Хірокі Неґіші               | Казуюкі Фудеясу | Масая Фудзіморі             | 23 серпня 2018          |
| 9                 | 9                  | «Історія Святого Лицаря» Транслітерація: «Seikishi-tan» (яп. 聖騎士譚)       | Тошіакі Канбара             | Казуюкі Фудеясу | Такеші Морі                 | 30 серпня 2018          |
| 10                | 10                 | «Воскресіння Володаря Демонів» Транслітерація: «Maō Fukkatsu» (яп. 魔王復活) | Томоя Кунісакі              | Казуюкі Фудеясу | Юта Мурано                  | 6 вересня 2018          |
| 11                | 11                 | «Дівчина Прокидається» Транслітерація: «Yōjo Kakusei» (яп. 幼女覚醒)         | Казуомі Коґа                | Казуюкі Фудеясу | Такеші Морі                 | 5 липня 2018            |
| 12                | 12                 | «Битва за Легітимність» Транслітерація: «Shingan Taisen» (яп. 真贋対戦)      | Хірокі Неґіші, Йошіє Такаґі | Казуюкі Фудеясу | Юта Мурано, Масая Фудзіморі | 20 вересня 2018         |

#### 2 сезон
| № серії (загалом) | № серії (в сезоні) | Назва серії                                                                | Режисер(и)             | Сценарист(и)    | Режисер(и) анімації | Оригінальна дата показу |
| ----------------- | ------------------ | -------------------------------------------------------------------------- | ---------------------- | --------------- | ------------------- | ----------------------- |
| 13                | 1                  | «Верховна проповідниця» Транслітерація: «Dai Shushinkan» (яп. 大主神官)    | Фуміхіро Йошімура      | Казуюкі Фудеясу | Сатоші Кубавера     | 9 квітня 2021           |
| 14                | 2                  | «Головний Паладин» Транслітерація: «Seikishi-chō» (яп. 聖騎士長)           | Такахіро Тамано        | Казуюкі Фудеясу | Сатоші Кубавера     | 16 квітня 2021          |
| 15                | 3                  | «Корумпований Ритуал» Транслітерація: «Haitoku Gishiki» (яп. 背徳儀式)     | Томіо Ямаучі           | Казуюкі Фудеясу | Сатоші Кубавера     | 23 квітня 2021          |
| 16                | 4                  | «Особистий Простір» Транслітерація: «Koyū Ryōiki» (яп. 固有領域)           | Фуміхіро Йошімура      | Казуюкі Фудеясу | Сатоші Кубавера     | 30 квітня 2021          |
| 17                | 5                  | «Бій Чорного Дракона» Транслітерація: «Kokuryū Gekitotsu» (яп. 黒竜激突)   | Кіндзі Йошімото        | Маюмі Моріта    | Сатоші Кувабара     | 7 травня 2021           |
| 18                | 6                  | «Армія Володаря Демонів» Транслітерація: «Maōgun-sen» (яп. 魔王軍戦)       | Масамі Хата            | Маюмі Моріта    | Сатоші Кувабара     | 9 серпня 2018           |
| 19                | 7                  | «Маленька Володарка Демонів» Транслітерація: «Maō Yōjo» (яп. 魔王幼女)     | Сюнджі Йошіда          | Юкія Мурасаки   | Кенджі Сето         | 21 травня 2021          |
| 20                | 8                  | «Візит до Королівської Столиці» Транслітерація: «Ōto Raihō» (яп. 王都来訪) | Фуміхіро Йошімура      | Маюмі Моріта    | Сатоші Кувабара     | 28 травня 2021          |
| 21                | 9                  | «Штурм Церкви» Транслітерація: «Kyōkai Raigeki» (яп. 教会雷撃)             | Томіо Ямаучі, Юрі Уема | Казуюкі Фудеясу | Сатоші Кувабара     | 4 червня 2021           |
| 22                | 10                 | «Притворний Бог» Транслітерація: «Kami-sama Engi» (яп. 神様演技)           | Фуміхіро Йошімура      | Юкія Мурасаки   | Сатоші Кувабара     | 11 червня 2021          |

## Обсяги
Станом на березень 2018 року ранобе «Як Не викликати лорда демонів» надрукували понад 1 мільйон примірників.

## Цензура
4 січня 2023 року Австралійська комісія з класифікації відмовила в класифікації для Як не варто викликати володаря демонів Ω, але не надала жодного пояснення, тим самим заборонивши продаж, оренду, рекламу та імпорт серіалу до Австралії, хоча він залишався доступним для перегляду онлайн. 28 червня 2023 року була випущена цензурована версія на Blu-ray з рейтингом MA15+ через «сильні сексуальні теми та сексуалізовані зображення».